# Alicia Pietri
Alicia Pietri Montemayor (Caracas, 14 de outubro de 1923 – Caracas, 9 de fevereiro de 2011) foi a primeira-dama da Venezuela, durante os dois mandatos do ex-presidente venezuelano Rafael Caldera (1969-1974 e 1994-1999). Ela ajudou a fundar o Museu das Crianças de Caracas.

## Biografia
Filha de Luisa Teresa de Montemayor Núñez e do médico Andrés Pietri. Por parte de pai, era descendente do general Juan Pietri, militar, político e diplomata, figura chave no governo de Joaquín Crespo. Sua mãe, educada na Inglaterra, educou suas filhas no prazer da leitura, da música, da devoção católica e do desenvolvimento intelectual. Desde a infância, Alicia com suas irmãs teve aulas de balé, piano, violino, equitação e línguas.

## Casamento
Devido a seus problemas de saúde, seu pai decidiu alugar uma casa em Los Teques. Lá ela conheceu em um almoço o que se tornaria seu único namorado e marido, o jovem estudante Rafael Caldera. Casaram-se em 1941, quando Alicia ainda não tinha atingido a maioridade. Tiveram seis filhos: Mireya, Rafael Tomás, Alicia Helena, Cecilia, Andrés Antonio e Juan José Caldera.

## Primeira dama

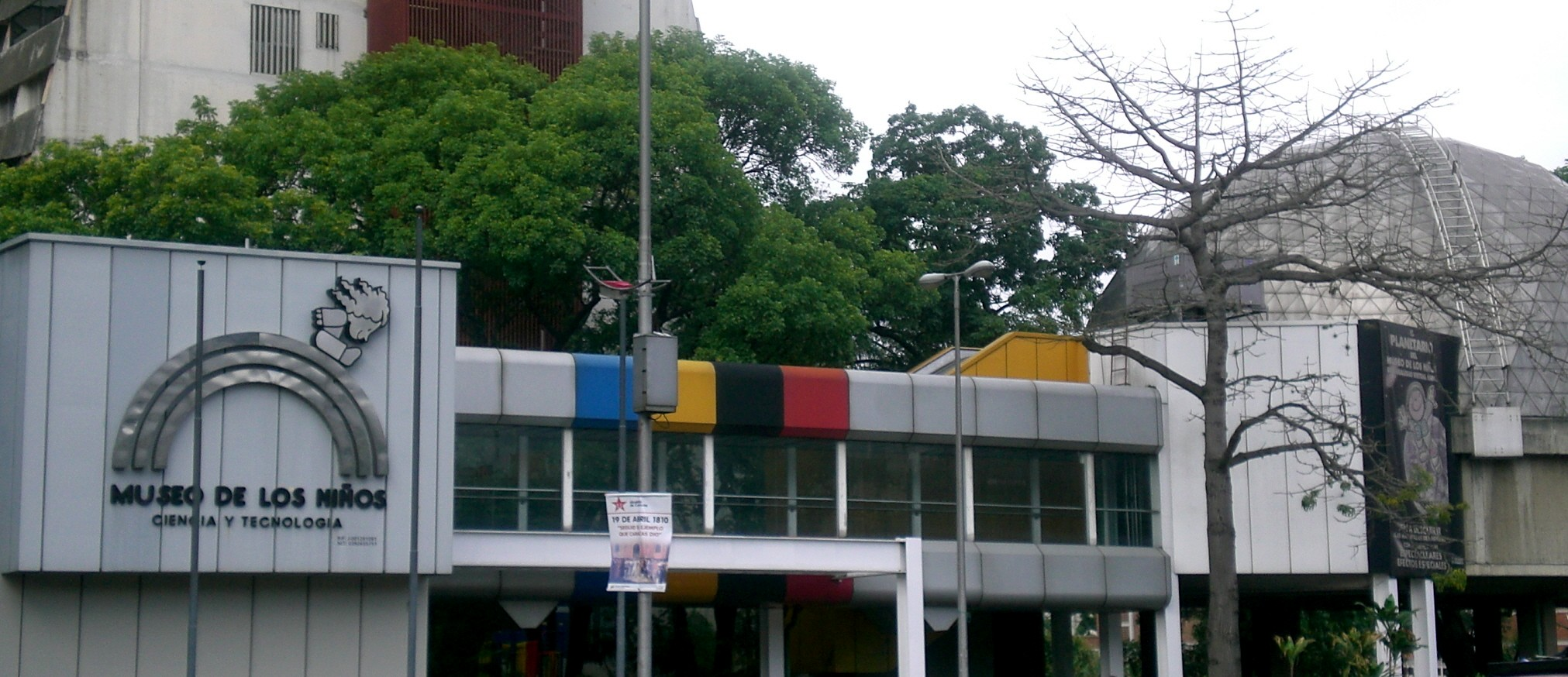
Museu das Crianças de Caracas, Venezuela. Criado e empreendido por Alicia Pietro

No primeiro mandato do marido (1969-1974), ela se dedicou a dar continuidade às atividades iniciadas pela ex-primeira-dama, Carmen América Fernández, como o Festival da Fundação da Criança, que depois se tornou a Fundação da Criança. Ele organizou e decorou a residência presidencial de La Casona, na qual foram organizadas várias atividades culturais.
Em 1974, ele empreendeu e criou o Museu das Crianças de Caracas. Foi inaugurado em novembro de 1981, com sede no complexo do Parque Central e ampliado em 1993, para abrigar uma exposição permanente de astronomia, aeronáutica e tecnologia espacial.
Em dezembro de 1993, Rafael Caldera foi reeleito presidente.

## Morte
No final do segundo mandato do marido, em 2 de fevereiro de 1999, Alicia aposentou-se da vida pública. Ela morreu em 9 de fevereiro de 2011 de causas naturais.